# Archibald Stinchcombe
Pour les articles homonymes, voir Stinchcombe (homonymie).
Temple de la renommée britannique : 1951
Archibald « Archie » Stinchcombe (né le 17 novembre 1912 à Cudworth, mort le 3 novembre 1994 à Nottingham) est un joueur britannique de hockey sur glace.

## Carrière
Ses parents émigrent au Canada six mois après sa naissance à Windsor (Ontario). À six ans, il perd l'usage d'un œil à cause d'une fléchette lancée accidentellement par son frère. À 17 ans, il rejoint l'équipe de Falconbridge et marque deux points dans la Coupe Memorial en 1932.
Il revient au Royaume-Uni en 1935 ; il est ainsi marqué dans son passeport « sujet britannique par la naissance ».
La première apparition de Stinchcombe en English National League est avec les Redskins de Streatham à l'automne 1935. En 1938, il rejoint les Lions de Wembley.
Quand commence la Seconde Guerre mondiale, Stinchcombe joue avec les Monarques de Wembley. Pendant la guerre, il est officier de l'armée canadienne et travaille à la fabrication de bombardiers. Après la guerre, il est ingénieur. 
Stinchcombe est sélectionné dans l'Équipe de Grande-Bretagne qui remporte la médaille d'or aux Jeux olympiques d'hiver de 1936 à Garmisch-Partenkirchen. L'équipe est principalement composée de citoyens canadiens d'origine britannique dont la seule justification pour jouer pour la Grande-Bretagne est sa longue résidence en Angleterre. (Le Comité olympique canadien lance une réclamation formelle, qui est rejetée.) Archibald Stinchcombe joue six des sept matchs.
Il appartient aussi à l'équipe lors des championnats d'Europe et du monde en 1937 (médaille d'or européenne et médaille d'argent mondiale) et 1938 (médaille d'or européenne et médaille d'argent mondiale).
En 1948, il devient joueur et entraîneur des Nottingham Panthers. Il est l'un des premiers joueurs de hockey britanniques à marquer plus de cent buts dans la période d'après-guerre.
De même, Stinchcombe continue à représenter la Grande-Bretagne après la guerre. Il est le capitaine de l'équipe de Grande-Bretagne aux Jeux olympiques d'hiver de 1948 à Saint-Moritz qui termine cinquième.
À sa retraite de joueur en 1949, Stinchcombe reste l'entraîneur des Nottingham Panthers, les faisant champions d'Angleterre en 1951 et 1953.
Il est intronisé au Temple de la renommée du hockey britannique en 1951.